# 野幌松並町
野幌松並町（のっぽろまつなみちょう）とは、北海道江別市の町丁。郵便番号は069-0814。人口は1,391人、世帯数は823世帯（2023年12月1日現在）。丁目の設定のない単独町名である。住居表示は全域で未実施。

## 地理
野幌松並町は函館本線の北西部に位置し、町域は札幌江別通・白樺通・函館本線に囲まれている。

## 歴史

### 年表
- 1980年（昭和55年）
  - 9月1日 - 「元野幌」・「野幌町」の一部が「野幌松並町」に町名地番変更[5]。

### 町名の変遷
町名の変遷は以下の通りである。
| 実施後     | 実施年月日   | 実施前（各町名ともその一部） |
| ---------- | ------------ | ---------------------------- |
| 野幌松並町 | 1980年9月1日 | 元野幌                       |
| 野幌松並町 | 1980年9月1日 | 野幌町                       |

## 世帯数と人口
2023年（令和5年）12月1日現在の世帯数と人口は以下の通りである。
| 町丁       | 世帯    | 人口    |
| ---------- | ------- | ------- |
| 野幌松並町 | 823世帯 | 1,391人 |
| 計         | 823世帯 | 1,391人 |

### 人口の変遷
国勢調査による人口の推移。
| 1995年（平成7年）  | 1,449人 | [ 6 ]  |  |
| 2000年（平成12年） | 1,469人 | [ 7 ]  |  |
| 2005年（平成17年） | 1,380人 | [ 8 ]  |  |
| 2010年（平成22年） | 1,344人 | [ 9 ]  |  |
| 2015年（平成27年） | 1,330人 | [ 10 ] |  |
| 2020年（令和2年）  | 1,425人 | [ 11 ] |  |

### 世帯数の変遷
国勢調査による世帯数の推移。
| 1995年（平成7年）  | 645世帯 | [ 6 ]  |  |
| 2000年（平成12年） | 701世帯 | [ 7 ]  |  |
| 2005年（平成17年） | 697世帯 | [ 8 ]  |  |
| 2010年（平成22年） | 700世帯 | [ 9 ]  |  |
| 2015年（平成27年） | 718世帯 | [ 10 ] |  |
| 2020年（令和2年）  | 776世帯 | [ 11 ] |  |

## 小・中学校の通学区
小・中学校の通学区は以下の通り。
| 町丁       | 字・番地                    | 小学校         | 中学校         |
| ---------- | --------------------------- | -------------- | -------------- |
| 野幌松並町 | 1番地-32番地、34番地-38番地 | 江別第二小学校 | 江別第二中学校 |
| 野幌松並町 | 33番地                      | 大麻泉小学校   | 大麻東中学校   |

## 施設

### 公園
- あざみ公園（野幌松並町22-1）[13]
- こりす公園（野幌松並町25-57）[13]
- のぎく公園（野幌松並町9-7から10）[13]
- のげし公園（野幌松並町19-2）[13]
- 湯谷公園（野幌松並町24-21）[13]

### 企業・店舗
- ホンダCars札幌中央 江別店（野幌松並町13-1）[14]
- びっくりドンキーファーム 野幌店（野幌松並町9-20）[15]
- コープさっぽろ 野幌店（野幌松並町9-20）[16]
- 牛角 野幌店（野幌松並町9-1）[17]
- かつや 江別野幌店（野幌松並町1-1）[18]
- JSSスイミングスクール 江別（野幌松並町11-3）[19]

- ダイナム 江別店 ゆったり館（野幌松並町35-6）[20]
- ホダカ 江別店（野幌松並町26）[21]

## 交通

### 鉄道
- 鉄道駅は町内には存在しない[22]。最寄り駅は函館本線の野幌駅[22]。
  -  北海道旅客鉄道
    - ■函館本線

### バス
- 町内に ジェイアール北海道バスの路線がある[23]。

### 道路
一般国道
- 国道12号線[24]

一般道道
- 北海道1005号野幌総合運動公園線[24]

都市計画道路
- 3・3・307 白樺通・道道野幌総合運動公園線[24][25]